# جانين أوستن كلايتون
جانين أوستن كلايتون (بالإنجليزية: Janine Austin Clayton)‏ طبيبة عيون أمريكية، وهي المديرة المساعدة لمعاهد الصحة الوطنية الأمريكية حول صحة المرأة ومديرة مكتب صحة المرأة. كانت كلايتون سابقًا نائبة المدير السريري للمعهد الوطني للعيون.

## النشأة والتعليم
ولدت كلايتون في واشنطن العاصمة ودرست في مدرسة كاثوليكية. في عام 1984، حصلت على شهادة البكالوريوس في العلوم الطبيعية مع مرتبة الشرف من كلية زانفيل كريغر للفنون والعلوم في جامعة جونز هوبكينز. في أثناء دراستها الجامعية، أخذت دروسًا في الرقص في معهد بيبودي، وتطوعت في وحدة حديثي الولادة في مستشفى جونز هوبكينز، وعملت في قسم علم النفس. كانت إحدى أعضاء منظمة ألفا كابا ألفا. حصلت كلايتون على شهادة في الطب من كلية الطب بجامعة هاورد. أكملت مرحلة إقامة في طب العيون في مركز جامعة فرجينيا كومونولث الطبي. أكملت كلايتون زمالة تدريببة في أمراض القرنية وأمراض سطح العين في معهد ويلمر للعيون في مستشفى جونز هوبكينز وفي التهاب العنبية وعلم مناعة العين في المعهد الوطني للعيون.

## المهنة
كانت كلايتون نائبة المدير السريري في المعهد الوطني للعيون. تعينت مديرة مشاركة للبحوث حول صحة المرأة في معاهد الصحة الوطنية ومديرة مكتب البحوث حول صحة المرأة في معاهد الصحة الوطنية في عام 2012. عززت كلايتون دعم بحوث معاهد الصحة الوطنية حول الأمراض والاضطرابات والحالات التي تصيب النساء. تعمل كمهندسة لسياسة معاهد الصحة الوطنية التي تطلب من العلماء اعتبار الجنس متغيرًا بيولوجيًا عبر طيف البحث، وهو جزء من مبادرة معاهد الصحة الوطنية لتعزيز التناتجية والصرامة والشفافية. كرئيسة مشاركة لمجموعة عمل معاهد الصحة الوطنية حول النساء في الوظائف الطبية الحيوية مع مدير معاهد الصحة الوطنية فرانسيس كولينز، تقود كلايتون أيضًا جهود معاهد الصحة الوطنية للنهوض بالمرأة في المهن العلمية.

### الأبحاث
بالإضافة إلى اختصاص طب العيون المعتمد من مجلس الإدارة، تشمل اهتمامات كلايتون البحثية أمراض العين المناعية الذاتية ودور الجنس والجندر في الصحة والمرض. لدى كلايتون اهتمام خاص بأمراض سطح العين واكتشفت شكلًا جديدًا من الأمراض المرتبطة بقصور المبيض المبكر الذي يؤثر على الشابات، ما مهد الطريق لاهتمامها بالاستكشاف الدقيق والمدروس لدور الجنس والجندر في الصحة والمرض. ألفت أكثر من 80 منشور علمي ومقالات صحفية وفصول كتب. تراوحت أبحاثها السريرية من تجارب عشوائية ومضبوطة للعلاجات الجديدة لأمراض العين المتواسطة بالمناعة إلى دراسات حول تطوير تقنيات التصوير الرقمي للجزء الأمامي.

## الجوائز والتكريمات
حصلت كلايتون على العديد من الجوائز واعتُرف بها كقائدة من قبل أقرانها. حصلت على جائزة أفضل إنجاز من مجلس أمناء الأكاديمية الأمريكية لطب العيون في عام 2008، واختيرت كزميلة من االرتبة الفضية لعام 2010 من قبل جمعية البحث في الرؤية وطب العيون، وفازت بجائز البحث في التهاب العنبية السريرية من جمعية رعاية مرضى التهاب العنبية الأوروبية في 2010. في عام 2015، مُنحت جائزة ليلى أي. واليس لصحة المرأة من المنظمة الأمريكية الطبية للنساء وجائزة فينغر للتميز في الخدمة العامة. مُنحت كلايتون جائزة بيرنادين هيلي للقيادة الحكيمة في صحة المرأة في عام 2016. حصلت أيضًا على تكريم في توزيع جوائز الرداء الأحمر في يوم المرأة وجوائز الدكتور ناثان ديفيس من الجمعية الطبية الأمريكية للخدمة الحكومية المتميزة في عام 2017.

## الحياة الشخصية
التقت كلايتون بزوجها روبرت كلايتون في السنة الثانية في جامعة جونز هوبكينز. وقد تواعدا حتى نهاية السنة الدراسية الثالثة قبل افتراقهما. واستأنفا علاقة عن بعد في سنتهم الأولى من كلية الدراسات العليا. روبرت كلايتون هو محامٍ. أسس شركة محاماة للأسرة في لوس أنجلوس عام 2000. تزوجا في 11 أبريل عام 2008 ويقيمان في نورث بوتوماك بولاية ماريلند.